# Caldwell (Ohio)
Caldwell es una villa ubicada en el condado de Noble en el estado estadounidense de Ohio. En el Censo de 2010 tenía una población de 1748 habitantes y una densidad poblacional de 748,23 personas por km².

## Geografía
Caldwell se encuentra ubicada en las coordenadas 39°44′47″N 81°30′47″O / 39.74639, -81.51306. Según la Oficina del Censo de los Estados Unidos, Caldwell tiene una superficie total de 2.34 km², de la cual 2.3 km² corresponden a tierra firme y (1.44%) 0.03 km² es agua.

## Demografía
Según el censo de 2010, había 1748 personas residiendo en Caldwell. La densidad de población era de 748,23 hab./km². De los 1748 habitantes, Caldwell estaba compuesto por el 97.71% blancos, el 0.23% eran afroamericanos, el 0.34% eran amerindios, el 0.46% eran asiáticos, el 0% eran isleños del Pacífico, el 0.17% eran de otras razas y el 1.09% pertenecían a dos o más razas. Del total de la población el 0.11% eran hispanos o latinos de cualquier raza.